# Aeroporto di Solovki
L'aeroporto di Solovki è un aeroporto civile situato nell'arcipelago delle Isole Solovki, nell'Oblast' di Arcangelo, nella parte europea della Russia.

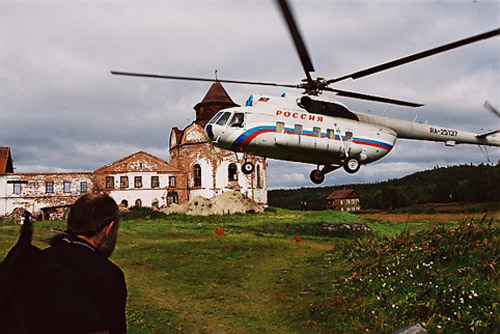
Un elicottero Mil Mi-8 della Rossija Airlines alle Solovki durante la visita di Vladimir Putin nel 2001